# Hlubočepský mlýn
Hlubočepský mlýn je zaniklý mlýn v Praze 5-Hlubočepích, který stál na Dalejském potoku východně od centra obce směrem ke Zlíchovu, v ohybu ulice Hlubočepská pod železničním viaduktem Buštěhradské dráhy.

## Historie
Vodní mlýn je zaznamenán na mapě stabilního katastru z roku 1842. Náhon k němu vedl ze severozápadu od Michnova mlýna a další od něj pokračoval k Červenému mlýnu.
Provoz ukončil kolem poloviny 19. století, jeho poslední zbytky byly zbořeny při výstavbě železnice a silnice po roce 1975.